# Шишкина, Олимпиада Петровна
Олимпиада Петровна Шишкина (1.07.1791—11.05.1854) — русская писательница, фрейлина великой княгини Екатерины Павловны, а затем и Императрицы Александры Фёдоровны.

## Биография
Дочь титулярного советника Петра Васильевича Шишкина.
Воспитывалась в Смольном институте благородных девиц и окончила в 1809 году курс первой, получив шифр, который и открыл ей путь ко двору великой княжны Екатерины Павловны. Она была назначена её фрейлиной и жила до смерти принца Ольденбургского в Твери, где находился двор принца Георга, которого государь назначил губернатором трёх крупнейших губерний: Тверской, Ярославской, Нижегородской. При прибытии супругов в Тверь, необходимо было срочно реконструировать Путевой дворец, а строительных материалов было мало. Игуменья Христорождественского монастыря Палладия отдала заготовленный для ремонта монастыря кирпич, дикий камень и лес. Княгиня Екатерина Павловна с благодарность приняла эту помощь и попросила Тверскую игуменью перевести в свою обитель монахиню Максимиллу, сестру любимой фрейлины О. П. Шишкиной (с 1841 года Максимилла Шишкина — игуменья Свято-Духова женского монастыря в Новгороде).

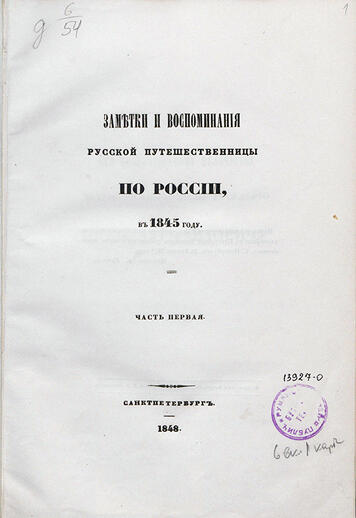
Заметки и воспоминания русской путешественницы по России в 1845 году. Форзац издания 1848 года.

Екатерина Павловна была в то время дружна с Карамзиным и под его влиянием много занималась русской литературой. В этих занятиях принимали участие две её фрейлины: Шипова и Шишкина. После смерти принца Ольденбургского в 1812 году и отъезда великой княгини из России в 1816 году, О. П. Шишкина перешла к большому двору и проводила всё время у своего троюродного брата, графа Димитрия Николаевича Блудова, где, в кругу писателей, в ней ещё больше развился интерес к литературе. В 1835 году она издала исторический роман: «Князь Скопин-Шуйский, или Россия в начале XVII столетия». Корректуру этого романа делал П. А. Плетнёв, давший впоследствии критический отзыв о нём. Жуковский, написавший объявление о романе, читал его сперва целиком в рукописи и дал о нём одобрительный отзыв. Разбор этого романа, написанный П. А. Плетнёвым, был напечатан в «Северной пчеле» за 1835 год. Император Николай II запишет 1 февраля 1913 года в преддверии 300-летия Дома Романовых (дни празднования которого происходили 21—22 февраля) в своём дневнике: "После обеда начал читать вслух «Кн. Скопин-Шуйский». Экземпляр книги Шишкиной О. П., хранящийся в Российской государственной библиотеке, уникален. В книге имеется экслибрис с вензелем Николая II и текстом: «Собственная Его Величества библиотека: Зимний дворец».
В 1845 году Шишкина издала второй роман под заглавием «Прокопий Ляпунов, или Междуцарствие в России». Роман был встречен отзывом Белинского, который отозвался с похвалой о правильности и чистоте языка, но отметил отсутствие творчески очерченных характеров и поэтически верного проникновения в дух и значение исторической эпохи — отсутствие эстетической жизни.
Третьим произведением Шишкиной было «Путешествие из Петербурга в Крым» (заметки и воспоминания русской путешественницы по России в 1845 году). Эти заметки были изданы в 1848 году в 2 частях и посвящались императору Николаю Павловичу.

Сохранилось письмо фрейлины О. П. Шишкиной к государю Николаю Павловичу: 
Его Императорскому Величеству Всемилостивейшему Государю НИКОЛАЮ ПАВЛОВИЧУ Всемилостивейший Государь.
Известно всем, что Русскому ЦАРЮ дорого все Русское. Без этого убеждения я бы не осмелилась посвятить Вашему Императорскому Величеству слабые мои очерки Смоленска, Киева, Тавриды и других мест, которыя объехала я в продолжение четырёх месяцев. Смею похвалиться истиною моих разсказов, но они могут только дать понятие об уцелевших у нас древних памятниках, об остром уме и природных добродетелях нашего народа, о твердых у нас основаниях могущества и благоденствия. — Я только льщусь надеждою, что кто нибудь, с большими сведениями и дарованиями вздумает ехать по следам моим, и что тогда разовьется у нас охота изучать свое отечество, для собственнаго наслаждения и на пользу общую. ГОСУДАРЬ, книга моя принадлежит ВАМ, и по ВАШЕЙ заботливости о благе БОГОМ ввереннаго ВАМ Царства, и по чувствам глубокой ВАМ благодарности моей и преданности.
Всемилостивейшему государю
ВАШЕМУ ИМПЕРАТОРСКОМУ ВЕЛИЧЕСТВУ
Верноподданная
 Олимпиада Шишкина
Поводом для поездки на юг, которая потом легла в воспоминаниях, послужили рассказы родителей, которые очень много путешествовали по стране и очень хорошо её знали, а также рекомендация врача на пошатнувшееся здоровье Олимпиады Петровны, в связи с длительной тяжбой, от которой зависело спокойствие близких и родственников, о чём она упоминает в книге на странице № 10. В данной книге она также пишет о своей семье. На странице 19 имеется упоминание: …от того разорения и отец мой исполненный высоких чувств и потому слишком доверчивый, а также имеется упоминание об умершей единственной сестре (игуменья Максимилла ум. 1841 г.).
Приступая к сочинению своих произведений, Шишкина тщательно изучала эпоху, изображаемую в них, почему критика того времени отметила изобилие сообщённых автором сведений по истории и археологии при изображении событий в рассказе.

## Могила Олимпиады Петровны
Скончалась в 1854 году от холеры. Похоронена в некрополе Свято-Троицкой Александро-Невской лавры в Санкт-Петербурге. В перечне надгробий некрополя имеется запись: Россия. Санкт-Петербург. Некрополь мастеров искусств. Пушкинская дорожка. Стела. 1850-г. Известняк, 230Х80Х80. Стелла из плит известника, суживается кверху, с килевидным фронтонами, увенчата прямоугольной подставкой (крест утрачен). На западной стороне мраморная доска с надписью выпуклыми литерами: Олимпиада Петровна Шишкина. Фрейлина ея Величества Государыни Императрицы. Скончалась 11 мая 1854 г. на 62-м году от рождения. Могила сохранилась до сих пор. С 1854 г. по завещанию Шишкиной О. П. были выделены средства на пожизненное содержание двух пенсионерок из числа бывших воспитанниц Смольного института.
Родители О. П. Шишкиной похоронены в Коробищской церкви Устюженского уезда, на своей вотчине. На могильном камне написано: «Петр Васильевич Шишкин из древней дворянской фамилии, родился 1744 года декабря 8. На службу поступил в Преображенский полк в 1761 году. Скончался 1825 года мая 1. Он много потерпел в жизни своей, но ничто не изменило его христианской преданности воли Божьей, и его всюду уважали за высокие чувства. Господь наградил его вместе с супругою построением над могилами их святого храма сего, в чём участвовали их дети: Св. Духова монастыря игуменья Максимилла, Юрьева монастыря иеромонах Платон и Ея Импер. Величества фрейлина Олимпиада Петровна Шишкина. Упокой его, Господи, с Твоими избранными».

## Воспоминания об Олимпиаде Петровне современников
В 1889 году выходит книга «Воспоминания о детстве и молодости» А. О. Смирновой-Россет, где имеется запись: ….фрейлина Шишкина, известная писательница русских романов, мне говорила, что когда она вышла из Смольного монастыря, ей купили на рынке девку за 7 рублей. Императрица Мария Федоровна это узнав, сообщила своё негодование императору Александру, который приказал продавать крепостных семьями.
В 1928 году выходит книга «При дворе двух императоров (воспоминания и фрагменты дневников фрейлины двора Николая I и Александра II)», автор — Анна Федоровна Тютчева. В воспоминаниях она писала:…. Кроме дам, о которых я говорила, в мансардах Зимнего дворца проживало ещё два существа — обломки двора императрицы Елисаветы Алексеевны: m-IIe Шишкина, автор двух или трёх исторических романов, пользовавшихся известным успехом в своё время, и княжна Волконская, бедная сморщенная старушка, по целым дням сидевшая у себя в салоне в перчатках, разубранная как икона… .
Из «Воспоминаний...» А. О. Смирновой-Россет: «В нашем [Салтыковском] коридоре [Зимнего дворца] жила фрейлина Дивова, Екатерина Ивановна Арсеньева, сестра Павла Ивановича, лучшего кавалера великих князей Николая и Михаила (у них было их двенадцать), Пущина, Наталья Николаевна Беклешова, совершенная дура, сестра генерала Беклешова (человека необыкновенно умного и бескорыстного, он вышел из министерства с честным Трощинским), Олимпиада Петровна Шишкина и графиня Сухтелен, сестра нашего посланника в Стокгольме.)»
Личная жизнь у Олимпиада Петровны не сложилась. Историк литературы Л. Н. Майков, изучающий жизнь и творчество писателя Батюшкова писал: на возможность брака с которою намекает тут Батюшков, есть Олимпиада Петровна Шишкина, родственница графа Д. Н. Блудова. Блудовы любили её как родную сестру. Это была пламенная, чистая, исполненная добра и привязанности к друзьям душа.

## Дети
У Олимпиады Петровны Шишкиной была приёмная дочь (а скорее всего внебрачная) — Анастасия Петровна Алонкина (1809—1885). Перед смертью Шишкина завещала своей подруге, начальнице Смольного института, Марии Петровне Леонтьевой позаботиться о дочери. С 1854 года Алонкина жила в угловой комнате Леонтьевой, выходившей окнами в сад.
В 2011 году Светланой, проживающая в деревне Карабищ, которая входила в приход Коробищенской церкви, бывшей Устюжанской уезда, Новгородской губернии, были переданы две дароносицы, которые досталась её от бабушки, прислужницы в данной церкви. По воспоминаниям Светланы, бабушка забрала их из церкви, когда она закрылась по указу Совета Народных Депутатов. Данная дароносица была подарена протоиерею Геннадию Беловолову.
На обратной стороне одной дароносицы красиво выгравированна надпись: «Фрейлина Олимпиада Петровна Шишкина и девица Анастасия Петровна Олонкина положили сию Святую Дароносицу во Храм Успения Божией Матери моля Господа о спасении душ их».
На другой дароносице на обороте также была выгравированная надпись: «Положено девицами Олимпиадою и Анастасиею въ храмъ Спаса Нерукот. въ селе Плоскомъ» (Анастасия дочь Олимпиады Шишкиной).
Без всякого сомнения, можно говорить, что данные дароносицы были подарены церкви, где упокоились её родители.
В Москве, в Государственной Третьяковской галерее, в собрании живописи XVIII—XX веков хранится портретная овальная миниатюра неизвестного художника. Время создания оригинала — 1780 год. На миниатюре изображена Шишкина Олимпиада Сергеевна в зрелом возрасте. Сопоставляя даты, можно говорить, что на миниатюре изображена бабушка Олимпиады Петровны, в честь корой она и была названа.

## Произведения
- «Князь Скопин-Шуйский, или Россия в начале XVII столетия» (4 части, СПб, 1835)
- «Прокопий Ляпунов, или Междуцарствие в России» (4 части, СПб, 1845)
- «Заметки и воспоминания русской путешественницы по России в 1845 году» (2 части, СПб, 1848, посвящено императору Николаю Павловичу)